# De Warlock: De geheimen van de onsterfelijke Nicolas Flamel
De Warlock is het vijfde en op een na laatste deel in de zesdelige reeks De geheimen van de onsterfelijke Nicolas Flamel, die geschreven is door Michael Scott. De Warlock is het directe vervolg op De Necromancer (deel 4) en is de voorloper van het zesde boek, De Zieneres, dat ook het laatste boek van de reeks is. Naar de cliffhanger te oordelen zal dit zesde boek De Warlock meteen opvolgen.

## Korte inhoud

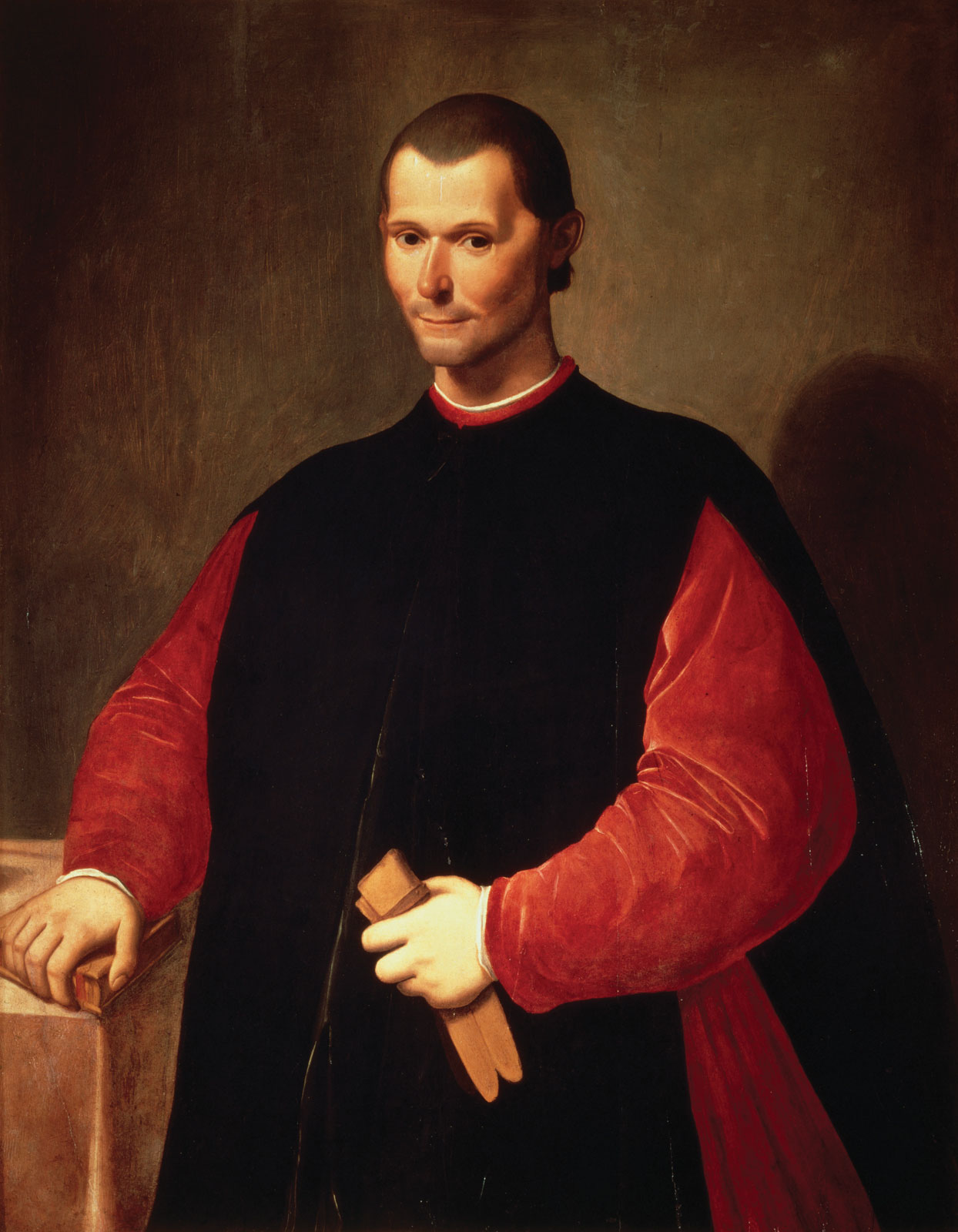
Niccolò Machiavelli, die model stond voor de Warlock.

Het is gebeurd – uiteindelijk is de tweeling Goud en Zilver uit elkaar gespleten. Sophie Newman zit nog altijd bij Perenelle en Nicolas Flamel, terwijl haar broer Josh ervoor gekozen heeft om aan de zijde van Dee te staan. Terwijl Josh, Dee en Dare wegvluchten van Enoch Enterprises – dat net in vlammen opgaat – en naar een veilige plek willen gaan, is Sophie samen met Niten onderweg naar Tsagaglalal. Josh weet nog niet wat Dee's plan is. Niten neemt Sophie mee naar een vergadering, op de laatste plek die het meisje verwacht. Op die plek zijn nog wat oude bekenden en nieuwelingen bijeengekomen. Op dat moment zitten Niccolò Machiavelli en Billy the Kid nog steeds op Alcatraz – ze hebben als opdracht om de monsters te bewaken en los te laten op San Francisco. Perenelle beseft dat Nicolas op sterven ligt door het verraad van Josh, en weet dat ze het uiterste moet proberen om hem nog een extra dag te geven. In Danu Talis beseffen Scatach, William Shakespeare, Palamedes, Saint-Germain en Jeanne D'Arc dat dit een omgeving is die barst van de vallen – en dat ze samen met Marethyu, De Dood, iets onmogelijks voor elkaar moeten krijgen.

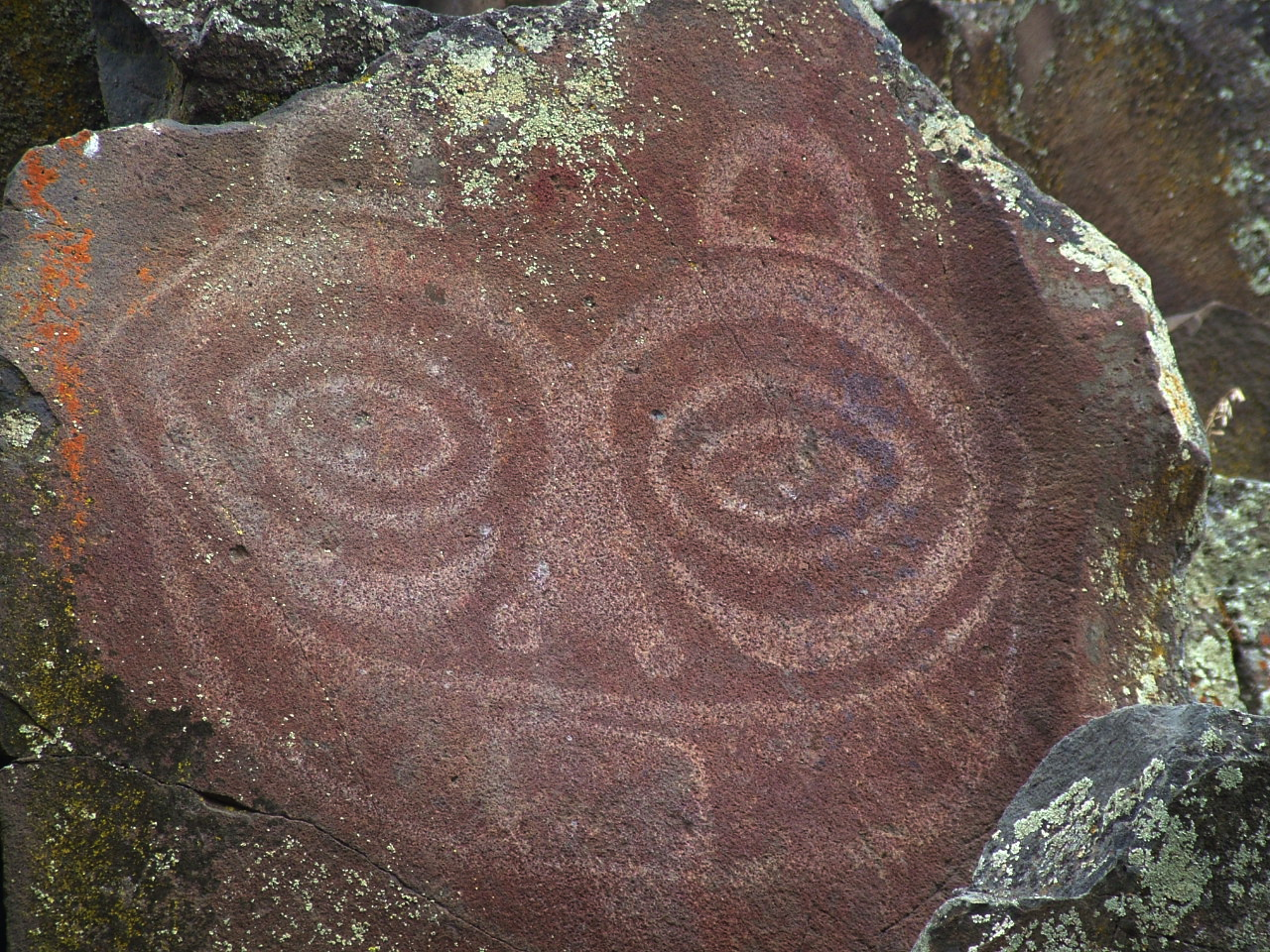
Tsagaglalal

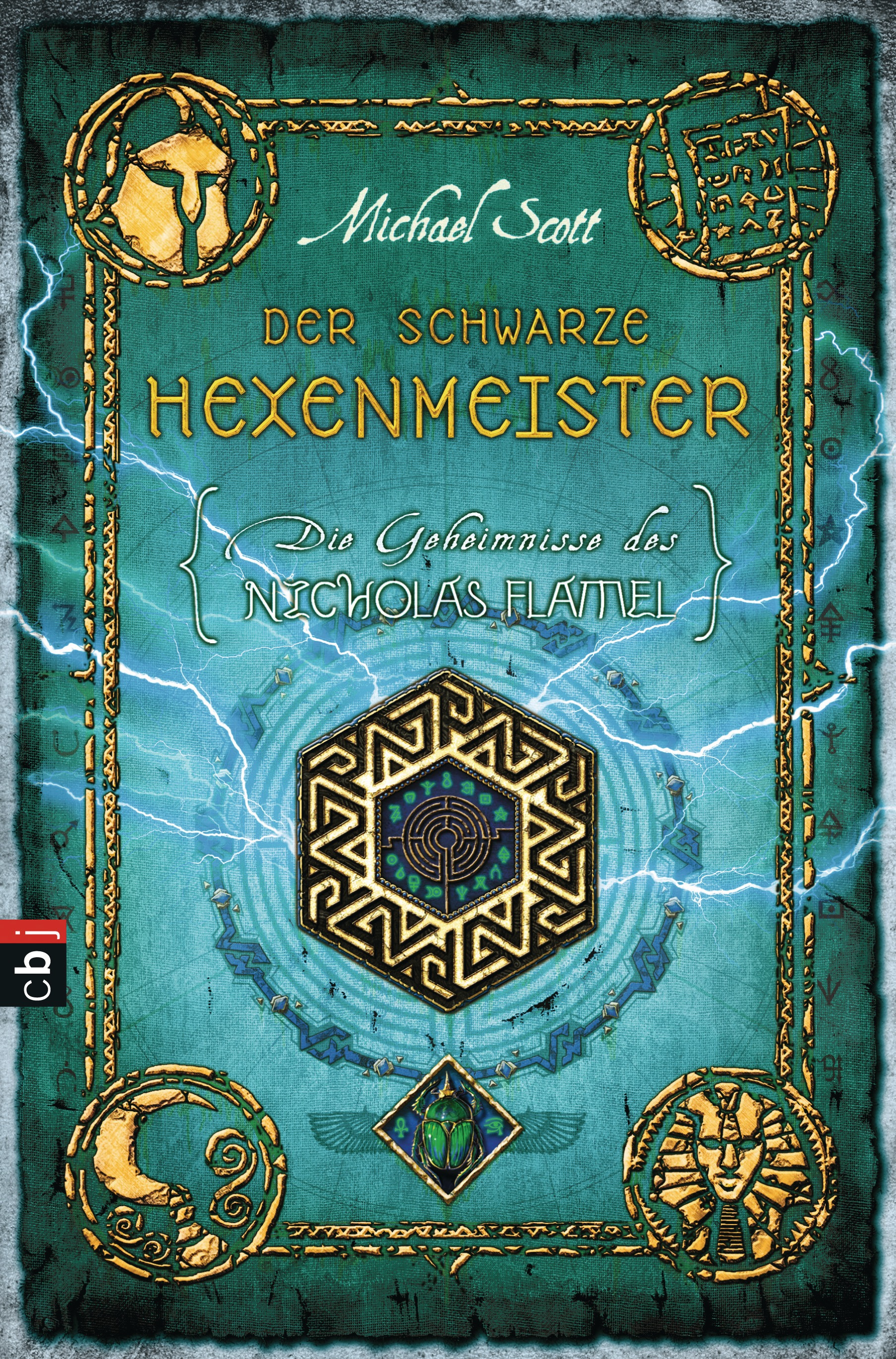
Boekomslag van de Duitse editie

## Nieuwe personages
- Isis
- Osiris
- Tsagaglalal – Zij Die Waakt
- Aten
- Anubis
- Hel
- Abraham de Magus